# Thomas de Pisan
Pour les articles homonymes, voir Pisan.
Vous pouvez aider à l'améliorer ou bien discuter des problèmes sur sa page de discussion.
- Il ne cite pas suffisamment ses sources. Vous pouvez indiquer les passages à sourcer avec {{référence nécessaire}} ou {{Référence souhaitée}}, et inclure les références utiles en les liant aux notes de bas de page. (Marqué depuis avril 2024)
- Certaines informations devraient être mieux reliées aux sources mentionnées dans la bibliographie ou les liens externes. Améliorez sa vérifiabilité en les associant par des références. (Marqué depuis avril 2024)

- Archive Wikiwix
- Bing
- Cairn
- DuckDuckGo
- E. Universalis
- Gallica
- Google
- G. Books
- G. News
- G. Scholar
- Persée
- Qwant
- (zh) Baidu
- (ru) Yandex
- (wd) trouver des œuvres sur Wikidata

Thomas de Pisan (également orthographié Thomas de Pizan) ou Tommaso di Benvenuto da Pizzano, né à une date inconnue, probablement vers 1310 et mort vers 1387, est un médecin et astrologue italien. Il avait aussi des connaissances en droit. Il a notamment travaillé au service de Charles V. Il est le père de la femme de lettres Christine de Pisan.

## Biographie
Thomas de Pisan, fils de Benvenuto da Pizzano, fait des études de médecine à l'université de Bologne. Il en est lauréat, obtint une chaire et y professe l'astrologie de 1344 à 1356. Ensuite, il part rejoindre son ancien camarade d'études, Thomas de Mondino, qui était au service de la république de Venise. Comme ce dernier, il y devient conseiller salarié de la Sérénissime et épouse la fille de son ami dont il eut trois enfants, deux garçons et une fille. Sa réputation était grande et les princes européens qui s'intéressaient à l'astrologie l'honoraient de leur amitié.
Peu après la naissance de sa fille Christine de Pisan, en 1365, il se rend à Bologne et y reçoit des messages de Louis Ier le Grand, roi de Hongrie, et de Charles V, roi de France, qui lui faisaient des offres pour l'attirer auprès d'eux en tant que conseiller. Après de longues hésitations, il finit par choisir la France à cause de la personnalité de Charles V, de la renommée de l'Université de Paris et de la splendeur de la cour française. Le roi lui fait un très bon accueil et le prend à ses côtés en tant que conseiller. Conquis par sa science et par ses précieuses connaissances, il ne veut pas le laisser repartir au bout d'un an (comme il était convenu au départ) et lui offre de payer le voyage de sa famille et d'aider à son entretien pour que qu'il reste auprès de lui. Thomas hésite pendant près de trois ans, puis finit par accepter. C'est ainsi que Christine de Pisan et sa mère furent présentées au roi au mois de décembre 1368.
Depuis son arrivée à Paris jusqu'à la mort de Charles V, Thomas de Pisan ne quitte guère, peut-être jamais, son souverain. Selon Christine de Pisan, c'est à son père et à ses connaissances en astrologie que la France doit sa prospérité à cette époque. Cependant, ce n'était peut-être pas ce que le roi appréciait le plus chez son conseiller. Ayant étudié à Bologne et à Venise, celui-ci avait forcément de solides connaissances en médecine et en droit. Sa précédente place au conseil de la république de Venise atteste d'ailleurs de ses capacités politiques. Après la mort de Charles V en septembre 1380, Charles VI le garde à son service mais davantage comme une relique du roi défunt que comme son conseiller. Son crédit baisse, ses pensions diminuent. Il tombe malade et meurt entre 1384 et 1389. Il avait près de 80 ans. Il ne laissa que des dettes à sa veuve et à ses enfants. Ses deux fils repartirent en Italie, s'installer sur les terres familiales. Quant à Christine de Pisan, elle aussi veuve à partir de 1390, elle choisit de rester à Paris et prend sa mère à sa charge.